# Sébastien Chabaud
Sébastien Chabaud (ur. 9 marca 1977 w Marsylii) – francuski piłkarz, występujący na pozycji pomocnika. Obecnie jest zawodnikiem belgijskiego Sportingu Charleroi.

## Kariera
Chabaud profesjonalną karierę rozpoczynał w pierwszoligowym AS Cannes. Debiut w Ligue 1 zaliczył 21 października 1995 w zremisowanym 1-1 pojedynku z FC Gueugnon. Łącznie w tamtym sezonie rozegrał dwanaście spotkań. Rok później wystąpił w czterech meczach. Sezon 1997/98 był jego ostatnim w ekstraklasie, gdyż po zajęciu osiemnastej pozycji w lidze, jego zespół spadł do Ligue 2. Wtedy Chabaud stał się podstawowym zawodnikiem pierwszego składu AS Cannes.
W 2000 roku przeniósł się do AS Nancy, grającego w drugiej lidze, podobnie jak jego dotychczasowy klub. Szybko przebił się tam do wyjściowej jedenastki. Z klubem nie odniósł jednak żadnych sukcesów.
W 2003 roku przeszedł do belgijskiego Sportingu Charleroi. W Eerste Klasse zadebiutował 9 sierpnia 2003, w przegranym 0-1 spotkaniu przeciwko Lierse SK. Łącznie rozegrał 97 meczów i strzelił 11 goli. Po trzech latach spędzonych w Belgii, odszedł do hiszpańskiego Gimnàsticu Tarragona.
Zespół ten grał w rozgrywkach Primera División. Chabaud wystąpił w nich szesnaście razy. Na koniec sezonu jego drużyna uplasowała się na dwudziestej pozycji w lidze i spadła do Segunda División. Wtedy Chabaud postanowił odejść z klubu. Powrócił do Belgii, gdzie związał się kontraktem z Germinalem Beerschot.
Latem 2008 został graczem Sportingu Charleroi, którego barwy reprezentował już w latach 2000–2003.
| Sezon   | Klub                | Kraj      | Rozgrywki        | Mecze | Bramki |
| ------- | ------------------- | --------- | ---------------- | ----- | ------ |
| 1995/96 | AS Cannes           | Francja   | Ligue 1          | 12    | 0      |
| 1996/97 | AS Cannes           | Francja   | Ligue 1          | 4     | 0      |
| 1997/98 | AS Cannes           | Francja   | Ligue 1          | 16    | 0      |
| 1998/99 | AS Cannes           | Francja   | Ligue 2          | 28    | 3      |
| 1999/00 | AS Cannes           | Francja   | Ligue 2          | 32    | 4      |
| 2000/01 | AS Nancy            | Francja   | Ligue 2          | 36    | 6      |
| 2001/02 | AS Nancy            | Francja   | Ligue 2          | 27    | 3      |
| 2002/03 | AS Nancy            | Francja   | Ligue 2          | 36    | 3      |
| 2003/04 | Sporting Charleroi  | Belgia    | Eerste Klasse    | 31    | 2      |
| 2004/05 | Sporting Charleroi  | Belgia    | Eerste Klasse    | 33    | 4      |
| 2005/06 | Sporting Charleroi  | Belgia    | Eerste Klasse    | 14    | 1      |
| 2006/07 | Sporting Charleroi  | Belgia    | Eerste Klasse    | 19    | 3      |
| 2006/07 | Gimnàstic Tarragona | Hiszpania | Primera División | 16    | 0      |
| 2007/08 | Germinal Beerschot  | Belgia    | Eerste Klasse    | 5     | 0      |
| 2008/09 | Sporting Charleroi  | Belgia    | Eerste Klasse    |       |        |